# 能見達也
能見 達也（のうみ たつや、1969年8月13日 - 2017年5月18日）は、日本の元俳優。本名は能見 毅（）。東京都出身。身長176cm。血液型はO型。東京都立赤羽商業高等学校卒業。生前の所属事務所はオフィスボードビル→太田プロダクション。

## 来歴
1989年、劇団東京ヴォードヴィルショーに入団。また、同年に結成された劇団の先輩の山口良一・たかはし等を中心とする劇団内ユニット「花組エキスプレス」公演『あほんだらすけ』のメンバーとなる。同年放送のTBSドラマ『ドラマ23・同級生は七変化』でデビュー。
1993年、スーパー戦隊シリーズ『五星戦隊ダイレンジャー』で大五 / シシレンジャー役で出演。以後、テレビドラマでの露出が増える。
2000年に企画ユニット「地球ゴージャス」公演VOL.4『さくらのうた』に参加し、以後同ユニットの公演の常連として活躍。2002年7月に劇団を退団し、2015年9月まで太田プロダクションに所属。
2016年、「戦隊職人五星戦隊ダイレンジャー『オーラチェンジャー&キバチェンジャー』」の発売に際して、当時のメンバーとともに新録音声で参加した。
2017年5月18日、自宅にて死去したことを実兄がツイッターを介して公表した。享年47。公表後、『ダイレンジャー』の共演者をはじめとした多くの共演者や関係者がブログやSNSへの投稿でその死を惜しんだ。
同年9月2日、『ダイレンジャー』の共演者が発起人となって、能見を偲ぶ会が中野サンプラザにて開催された。

## 人物
趣味は映画鑑賞、読書。特技はダンス、短距離走。ラーメン好き。苦手なものは動物。東京ヴォードヴィルショー退団後も劇団との交流は続き、劇団の公式サイトの日記や山口良一のブログ上でもしばしば名前が登場した。

## 出演

### テレビドラマ
テレビ朝日
- スーパー戦隊シリーズ
  - 五星戦隊ダイレンジャー（1993年 - 1994年） - 大五 / シシレンジャー 役
  - 忍風戦隊ハリケンジャー 第42話・最終話（2002年・2003年） - 浜田三平 役
  - 轟轟戦隊ボウケンジャー 第37話（2006年） - 若林マネージャー 役
- はぐれ刑事純情派 第7シリーズ 第1話（1994年） - 角田良幸 役
- 土曜ワイド劇場
  - なんでも屋探偵帳3（1997年）
  - 名探偵由利麟太郎 蝶々殺人事件（1998年）
  - 宗谷海峡に消えた殺人者（1998年） - 西田功 役
  - 炎の警備隊長・五十嵐杜夫（2003年） - 刑事 役
  - 牟田刑事官事件ファイル31（2004年） - 菅原勇次 役
  - 逆転報道の女2（2013年） - 山本隆 役
- 燃えろ!!ロボコン 第20話（1999年） - 村山潔 役
- 特命係長 只野仁 1stシーズン 第4話（2003年） - 商社マン 役
- おみやさん2 第4話（2003年） - 中田和彦 役
- 相棒 Season4 第7話（2005年） - 新井山宗次 役
- Answer〜警視庁検証捜査官 第4話（2012年） - 長野正史 役

NHK
- ニューウェーブ・ドラマ 音・静かの海に眠れ（1991年）
- 茂七の事件簿3 ふしぎ草紙 第4話（2003年）
- ファイブ（2008年）

TBS
- 同級生は七変化（1989年）
- つぐない（2004年） - 小川 役
- ハンチョウ〜神南署安積班〜 シリーズ3 第12話（2010年）

フジテレビ
- 東京ストーリーズ 第21回『Roman Lenjitu ローマの前日』（1990年）
- 世にも奇妙な物語
  - 『チャネリング』（1991年）
  - 『株式男』（2001年） - 喫茶店の男 役
- 大人は判ってくれない 第10回『二人の紳士』（1992年）
- 君といた夏（1994年）
- ハートにS
  - X'Masスペシャル 第1夜「ルームメイト」（1994年）
  - 第4回「路上のラブストーリー」（1995年）
- 警部補古畑任三郎 1st season 第4回『殺しのファックス』（1994年） - ウェイター 役
- 美味しんぼ4（1997年）
- WITH LOVE 第1話（1998年）
- 殴る女 第7話（1998年）
- 小市民ケーン 第11話（1999年）
- 私を旅館に連れてって 第2話（2001年）
- 美女か野獣 第9話（2003年）
- 愛馬物語（2008年）
- 金曜エンタテイメント「踊る!親分探偵2 ～京都阿波踊り殺人事件～」（2006年）
- 金曜プレステージ「私立探偵・下澤唯」悲しみの殺人迷路（2011年） - 中島隆 役

関西テレビ
- ショカツ 第10話（2000年）
- マザー&ラヴァー 第1・2・4話（2004年）※写真のみ
- 曲がり角の彼女 第6話（2005年）

東海テレビ
- 契約結婚 第47話（2005年）

日本テレビ
- 男の事情シリーズ(3) それでも僕は母になりたい（1990年）
- 伝説の教師 第7話（2000年）
- 火曜サスペンス劇場「弁護士・朝日岳之助19」死亡時刻の罠（2003年） - 湘南平病院医師 役
- 有閑倶楽部 第3話（2007年） - 神父 役
- 斉藤さん 第6話（2008年）
- みゅうの足パパにあげる（2008年）
- デカワンコ 第6話（2011年）

テレビ東京
- 特捜刑事・遠山怜子（2003年）
- 検察官キソガワ（2005年）

BSフジ
- ジュテーム〜わたしはけもの 第4話（2008年）

### バラエティ番組
- マカ・デ・ココ（テレビ朝日） - 正月戦隊オシシレンジャー
- ひらめ筋GOLD（日本テレビ） - Dリーグ・SAMURAIヒーローズの一員
- 大石恵三（フジテレビ） - 準レギュラー

### 映画
- 劇場版 五星戦隊ダイレンジャー（1993年、東映） - 大五 / シシレンジャー 役
- IZO（2004年）
- 近江聖人 中江藤樹（2005年） - 小川覚 役
- 僕の初恋をキミに捧ぐ（2009年）
- 乱反射（2010年）
- 神様のカルテ（2010年）
- 愛と誠（2012年）

### 舞台

#### 劇団東京ヴォードヴィルショー公演
- その場しのぎの男たち（1992年・1994年公演） - 津田三蔵 役
- アパッチ砦の攻防
- 竜馬の妻とその夫と愛人（2000年若手公演） - 虎蔵 役
- 俺達の聖夜&明日を心の友として
- あほんだらすけ

#### 地球ゴージャス公演
- さくらのうた（鈴木）
- カルテ（内田）
- クラウディア（小池）
- HUMANITY THE MUSICAL
- ささやき色のあの日たち

#### 外部公演
- 陽だまりの樹（1995年、銀座セゾン劇場）
- お月さまへようこそ
- タイツ時代
- 昭和歌謡シアター・時の流れに身をまかせ
- 昭和歌謡シアター・東京
- 昭和歌謡シアター・新宿の女
- 昭和歌謡シアター・横須賀ストーリー
- 昭和歌謡シアター・オリビアを聴きながら

### 玩具
- 五星戦隊ダイレンジャー オーラチェンジャー&キバチェンジャー 戦隊職人 ～SUPER SENTAI ARTISAN～（2017年3月）